# Трубетчино (Липецкая область)
Трубе́тчино — село Добровского района Липецкой области. Центр Трубетчинского сельского поселения. Расположено в верховье ручья, который впадает в реку Мартынчик.

## История
Возникло во второй половине XVII века на вотчинных землях князя И. Ю. Трубецкого, отсюда — название. С конца XVIII века село принадлежало князьям Васильчиковым: князю Иллариону Васильевичу Васильчикову, затем его сыновьям Виктору Илларионовичу и Александру Илларионовичу. Последней владелицей имения до 1918 года была дочь А. И. Васильчикова — графиня Ольга Александровна Толстая, жена генерал-майора графа Михаила Павловича Толстого.
В документах 1710 года упоминается как село Спа́сское, названное так по деревянной Спасской церкви. В 1831 году началось строительство каменной церкви, которую освятили в 1838 году. Здание церкви Спаса Нерукотворного (Сергиевская) сохранилось до наших дней кроме трапезной и верхней части колокольни, которые были восстановлены в 2008 году().
В 1928—1930 и 1934—1963 годах Трубетчино было центром одноимённого района.

## Усадьба и сахарный завод
При Васильчикове доход усадьба приносила не за счёт труда крепостных, а в результате применения современных технологий и методов хозяйствования; Карл Маркс упомянул Трубетчино как «доходное хозяйство». В 1839 году в селе был устроен огневой сахарный завод (сахар добывали из свеклы); в 1858 году он перестроен в паровой. Работа завода не прекращалась вплоть до революции. Усадебный дом был построен в конце XIX века архитектором П. С. Бойцовым.
12—14 января 1918 года усадьбу разорили жители соседних селений. Весной того же года новая власть осознала необходимость в сахарном производстве и передала имение Главсахару, который возобновил работу. Но тем не менее вскоре после этого завод закрыли, а оборудование передали Боринскому сахарному заводу. После этого многие трубетчинские постройки были разрушены и сегодня остались только амбары и конюшни ().

## Население
| 1939  | 1959  | 2006  | 2010  | 2012  | 2013  | 2014  |
| ----- | ----- | ----- | ----- | ----- | ----- | ----- |
| 1913  | ↗2601 | ↘2071 | ↗2176 | ↘2137 | ↘2073 | ↘2049 |
| 2015  | 2016  | 2017  | 2018  | 2021  |       |       |
| ↘2030 | ↘2023 | ↗2029 | →2029 | ↘2016 |       |       |

## Сегодняшние дни
До сих пор значительная часть старинных зданий заброшена. Это сама усадьба, амбар для зерна, жилье и хозяйственные постройки (только в двухэтажном каменном общежитии для служащих и рабочих сейчас есть жильцы), «троечная» конюшня. Одиноко стоит белокирпичная дымовая труба. Повезло Трубетчинской школе — она содержится в порядке. Здание больницы (оно строилось в одно время со школой) недавно полностью отремонтировано и используется под поликлинику и инфекционный корпус.
На юге от Трубетчино находится Трубетчинский психоневрологический интернат. Там же — сельское кладбище.

## Знаменитые уроженцы
В 1867 году в Трубетчино родился И. П. Машков, архитектор.